# Kouklia
Kouklia (grško Κούκλια, turško Kukla) je vas v okrožju Pafos, približno 16 kilometrov vzhodno od mesta Pafos na sredozemskem otoku Ciper. Vas je zgrajena na območju Palaepaphos (grško Παλαίπαφος) (Stari Pafos), mitskega rojstnega mesta Afrodite, grške boginje ljubezni in lepote, ki je postalo središče njenega čaščenja v antičnem svetu. Zaradi svojega starodavnega verskega pomena in arhitekture je bila Kouklia leta 1980 skupaj s Kato Paphosom vpisana na Unescov seznam svetovne dediščine.
Novejše arheološke raziskave se na mestu nadaljujejo od leta 2006, ostanke starodavnega mesta in svetišča pa je mogoče videti še danes.

## Zgodovina
Na južnem obrobju današnje Kouklie je bila v starih časih Palaiá Páphos, ki je bila naseljena od 15. stoletja pr. n. št.. Od 13. stoletja pr. n. št. je mesto prišlo pod mikenski vpliv in je bilo v 7. stoletju podvrženo davku Asircem. V skladu z mezopotamskimi in levantinskimi vplivi so prebivalci starega Pafosa od 12. stoletja pred našim štetjem gojili kult Ištar Astarte, ki ga je kasneje nadomestilo čaščenje grške Afrodite. To je bil kult kamna: boginje so častili v obliki črnega kamna v obliki stožca. Skoraj 1500 let, vse do pokristjanjevanja ob koncu 4. stoletja našega štetja, je bil Stari Pafos, ki je medtem od ustanovitve »novega« Pafosa postal čisto tempeljsko okrožje, neprekinjen kraj čaščenja in je privabljal romarje iz vsega Sredozemlja . V čast boginji so vsako pomlad slavili velike afrodiziade.
Mesto je imelo tudi zgodovinski pomen med perzijskimi vojnami. Ciprčani so tukaj branili trdnjavo med perzijskim obleganjem pozimi 498/497 pr. Ostanke kompleksa so izkopali v bližini današnjega hriba Marcello, ki je približno 500 metrov severovzhodno od današnjega mestnega jedra.
Od okoli leta 1200 pred našim štetjem je bil Palaepaphos veliko versko središče, znano po vsem Cipru, pa tudi po vsem Sredozemlju. Kljub temu je postal tudi mesto in sedež oblasti, o katerem je še danes malo znanega.
Pafos je bil tudi kraljestvo in mesto je bilo glavno mesto regije.
Ko je zadnji kralj Palaepaphosa, Nicocles, preselil svojo prestolnico konec 4. stoletja pr. n. št. do novoustanovljenega mesta Nea Paphos, [4] približno 16 km zahodno, je staro mesto ohranilo del svojega pomena zahvaljujoč nadaljevanju kulta v Afroditinem templju. V rimskem obdobju je postal središče novoustanovljenega Koinon Kyprion ('Konfederacija Ciprčanov'), ki se je ukvarjal z verskimi zadevami, kultom rimskega cesarja in nadziral otoške bronaste kovance.

### Bizantinsko in poznejše obdobje
Pod Bizantinskim cesarstvom (okoli 306–1453) je bila vas najverjetneje last bizantinskega častnika, znanega kot Kouvikoularios. V grščini beseda kouvouklion pomeni grobna sobana, lahko pa pomeni tudi spalnico bizantinskih cesarjev. Telesni stražarji bizantinskih cesarjev, ki so stražili cesarsko spalnico, so se imenovali kouvikoularioi in so jim kot nagrado za storitve pogosto podelili zemljo. Eden takih kouvikoulariov je verjetno postal gospodar ali lastnik vasi, zato se je imenovala Kou(vou)klia. Druga možnost je, da če Kuklia ni bila last kouvikularija, je bila verjetno območje, posejano s podeželskimi hišami za bizantinske uradnike.
Vas je obdržala ime Kouvouklia do nastopa frankovske nadvlade v 12. stoletju in je bila okrajšana v Kouklia. De Masse Latri poroča, da je bila vas v obdobju frankovske dominacije velika kraljeva posest, kjer so gojili sladkorni trs.
V osmanskem obdobju so Kuklijo zaplenili novi osvajalci in je postala dvorec.
Leta 1881 je imela Kouklia 404 prebivalce in se je leta 1921 povečalo na 520. Do leta 1946 se je to število povečalo na 791 (437 ciprskih Grkov in 354 ciprskih Turkov) in do leta 1973 na 1110 (613 ciprskih Grkov, 494 ciprskih Turkov). Po turški invaziji leta 1974 so turškociprski prebivalci vasi pod vplivom svojih političnih voditeljev zapustili vas in se preselili na okupirana območja. Leta 1976 je bilo 732 prebivalcev, ki se je nato zmanjšalo na 681 leta 1982 in 669 leta 2001.
22. julija 1974 je ciprska nacionalna garda v odgovor na vstop turških vojakov na sever otoka napadla turški del Kouklia/Sakarya, da bi razorožila ciprsko-turške borce. Med napadom so vsi ciprski Turki zapustili vas, razen starih in bolnih. Ciprski Turki iz Kouklia/Sakarya so najprej poskušali poiskati zatočišče v Gökağaç/Alektora in Düzkaya/Avdimou, vendar sta bili ti vasi že izpraznjeni. Tako so se prebivalci zatekli v britansko vojaško oporišče Akrotiri in tam ostali do januarja 1975. Nato so jih letali prepeljali v Turčijo in od tam na sever otoka. 26. avgusta 1975 so pod nadzorom UNFICYP iz vasi evakuirali 28 starejših turških prebivalcev vasi. Turški prebivalci vasi zdaj živijo v Karavas/Alsancak, Lapta, Morfou/Güzelyurt, Kythrea/Değirmenlik, Kyra/Mevlevi, Trachhoni/Demirhan, Neo Chorio/Minareliköy, Gerolakkos/Alayköy, Famagusta/Gazimağusa in Nikozija/Lefkoşa. Število razseljenih turških prebivalcev je 450.
Nedaleč od najdišča je bila najdena halkolitska nekropola Souskiou-Vathyrkakas, ki sega v pozno 4. tisočletje pr. n. št.

## Arheologija
Celotno območje je pomembno arheološko najdišče, ki vključuje Afroditino svetišče, okoliško mesto in ostanke utrdb. V arheološkem muzeju, ki je v srednjeveški vili na tem mestu, so na ogled različni artefakti.
Bližnja rimska vila z izjemnim mozaikom Lede in laboda je edina doslej izkopana, vendar kaže na verjetno bogastvo mesta v poznejših časih (zgodnje 3. stoletje našega štetja).
Univerza sv. Andreja z mestnim muzejem Liverpool je med letoma 1950 in 1955 izkopavala mesto Kouklia. Tako imenovana oblegovalna gomila je bila odkrita zunaj obzidja v Marchellosu in je vsebovala težke kamnite krogle, veliko orožja, kot so konice sulic in puščice, ter številne arhitekturne fragmente in plošče v ciprski zlogovni pisavi. To naj bi bila gomila, o kateri poroča Herodot, ki so jo zgradili Perzijci med obleganjem mesta v Jonskem uporu leta 498/497 pr. n. št. in jo uporabili kot rampo za izstreljevanje izstrelkov v mestu. Kiparski fragmenti so bili s konca arhaičnega obdobja (7.–6. stoletje pr. n. št.). Najpomembnejša najdba je bil kip kralja duhovnika. Našli so tudi dve lepi ženski glavi z egipčanskimi pričeskami in 12 kipov mladeničev (kuros).
Vendar so nedavne raziskave Ciprske univerze od leta 2006 uporabile topografske dokaze in geofizične študije, da bi ponudile alternativno razlago; arhitekturnih fragmentov je toliko, da so ostanki verjetno depozit starodavne akropole z monumentalnimi stavbami, vključno s palačo in svetiščem, ki so bile uničene v zgodnjem 5. st. pr. n. št.
Planota Hadjiaptoullas 1 km vzhodno od Afroditinega svetišča je bila identificirana kot kraj kraljeve palače, leta 2016 pa je Univerza na Cipru odkrila tudi velik skladiščni in industrijski kompleks iz ciprsko-klasičnega obdobja.
Hrib Laona severno od kompleksa Hadjiabdoulla je bil identificiran kot monumentalni tumulus, ki meri 100 x 60 m in je visok več kot 10 m, in je izjemno redek na starodavnem Cipru. Datiran je v 3. st. pr. n. št. iz obdobja Ptolemajcev. Leta 2016 so izkopavanja odkrila starodavno obzidje pod grobno gomilo iz 6. stoletja pred našim štetjem proti koncu cipro-arhaičnega obdobja.

## Geografija
Kouklia/Sakarya je 16 kilometrov jugovzhodno od Pafosa in pet kilometrov vzhodno od Yeşilova/Mandria, na južni obali otoka. Vas leži ob cesti 6 med Limassolom in Pafosom
Kouklia prejme povprečno letno količino padavin približno 420 milimetrov. Na vaški rodovitni zemlji gojijo grozdje (vinske in namizne sorte), banane, različne agrume, avokado, marelice, kivi, olive, rožiče, stročnice, arašide in veliko vrst zelenjave. Gozd Randi na jugovzhodu in del gozda Oriti na severovzhodu spadata znotraj upravnih meja Kouklie. Živinoreja je v skupnosti dobro razvita. Na glavni ulici ob vhodu v vas so zasajene palme.

## Turizem
Zaradi naravnega okolja regije, najdišča Petra tou Romiou, arheoloških odkritij na tem območju, bližine letovišča Aphrodite Hills in dvignjenega pogleda na morje je Kouklia turistična destinacija.

## Vas
V vasi je regionalna osnovna šola, ki jo obiskujejo učenci iz Kouklie in sosednje vasi Nikokleia. Tu so še policijska postaja, zdravstveni dom in državni vrtec. Na vaškem trgu je več kavarn in gostiln. Na osrednjem trgu stoji cerkev apostola in evangelista Luke. Prebivalci vasi so znani po svoji pobožnosti in spoštovanju svetih kapelic oziroma ruševin kapel. Večina vaščanov se ukvarja s kmetijstvom, nekateri s turističnimi dejavnostmi, drugi pa so zaposleni v kompleksu Aphrodite Hills Resort.

## Znamenitosti
- Panagia Katholiki, bizantinska cerkev iz 12. stoletja
- Hrib Marcello s starodavnimi utrdbami
- Od nekdanjega Afroditinega svetišča je ohranjeno le malo, saj so bili veliki deli vgrajeni v druge stavbe. Veliki bloki apnenca, ki obdajajo temenos, so iz bronaste dobe; poleg tega je bila notranja dvorana s celo. Po potresu leta 77 našega štetja je bilo treba svetišče, v 1. in 2. stoletju na severu starega okraja ponovno zgraditi in ga tudi razširiti. Ta rimski kompleks je vključeval dva portika, ki sta skupaj z dvema drugima stavbama zapirala veliko dvorišče.
- Lusignanov grad Château de Covocle, ki je še delno frankovskega izvora, hrani muzej s keramiko, kipi in napisi iz 15. stoletja pr. do srednjega veka, vključno z Afroditinim kamnom.
- Kraj, imenovan Petra tou Romiou in Afroditina skala, kjer se je Afrodita dvignila iz morja.
- Izkop srednjeveške cukrarne

## Pobratena mesta
- Lemnos, Grčija